# Pantilema angustum
Pantilema angustum är en skalbaggsart som beskrevs av Aurivillius 1911. Pantilema angustum ingår i släktet Pantilema och familjen långhorningar. Inga underarter finns listade i Catalogue of Life.